# Spodoptera ochrea
Spodoptera ochrea là một loài bướm đêm trong họ Noctuidae.